# Thomas Königshofer
Thomas Königshofer (Viena, 1 de juny de 1969) va ser un ciclista austríac que s'especialitzà en el mig fons darrere motocicleta. Va guanyar una medalla de bronze als Campionats del món d'aquesta especialitat de 1989 per darrere del seu germà Roland i de l'italià Tonino Vittigli.